# RSS3
RSS3是一种去中心化的内容与社交协议。它受RSS的启发，设计用于取代传统中心化分发为核心的Web 2.0应用生态。它曾在Gitcoin上募集资金，曾在一天内获超四百人捐款，并登上分散式应用程序趋势榜首位，此后持续居于该平台数据排行前十。截止至2021年8月24日，已获9208美元。2021年8月23日获来自云九资本、Mask Network、ByteDave、复星集团联合创始人梁信军等的数百万美元融资。

## 概述
RSS3受RSS启发，基于区块链进行身份识别，通过IPFS进行去中心化分发。并提供浏览器扩展让用户在中心化平台（如Twitter）发布内容时同时同步于RSS3，以实现“取回自己的数据”。